# Phostria celsusalis
Phostria celsusalis là một loài bướm đêm trong họ Crambidae.